# مانو ريكو
مانو ريكو هو لاعب كرة قدم إسباني، ولد في 11 يناير 2003.